# Jules Cressonnois
Jules Cressonnois est un compositeur et chef d'orchestre français né le 17 avril 1823 à Mortagne et mort le 20 mars 1883 à Paris.

## Biographie
Jules Alfred Cressonnois naît le 17 avril 1823 à Mortagne (Orne),,.
Il se forme auprès de Charles-Alexandre Fessy pour l'harmonie et Jean-Georges Kastner pour la composition et entre au Gymnase musical militaire en 1845.
En 1847, il est reçu chef de musique et fait dès lors carrière comme chef de musique militaire, dirigeant la musique des Cuirassiers de la Garde impériale, puis la musique des Guides, enfin la musique de la Gendarmerie.
À partir de 1869, Jules Cressonnois dirige l'orchestre des Concerts Besselièvre des Champs-Élysées, jusqu'en 1877. Il dirige également plusieurs festivals populaires au théâtre du Châtelet et assure après 1871 les séances musicales du square du Jardin de Paris, ainsi que les concerts donnés à la Porte Saint-Martin le dimanche matin, à compter de 1878.
Comme compositeur, il commence par publier à partir de 1851 de la musique de danse pour piano et des romances. Le 18 juin 1858, il fait représenter à l'Opéra-Comique Chapelle et Bachaumont (opéra-comique en un acte sur un livret d'Armand Barthet).
Jules Cressonnois est surtout connu pour être le premier compositeur à avoir mis en musique un poème de son ami Charles Baudelaire. Il est l'auteur de quatre volumes d'Harmonies pour chant et piano (1861-1865), des mélodies qui figurent parmi le meilleur de sa production. C'est dans le troisième volume (1863) que se trouve L'Invitation au voyage. Pour Claude Pichois, l'influence baudelairienne se fait également entendre dans la suite de valses pour piano Haschisch (1868) du compositeur.
Cressonnois est membre de la Société des compositeurs de musique et collabore à plusieurs reprises avec son ami le poète et dramaturge Théodore de Banville, écrivant des airs ou timbres pour chanter La Clef des Trente-six ballades joyeuses (1873), ou composant des musiques de scène pour Deïdamia (1876) et Hymnis (1879),.
Jules Cressonnois meurt le 20 mars 1883 à Paris, alors qu'était en répétition à l'Opéra-Comique son ouvrage Saute marquis (sur des paroles de Jules Truffier),,.